# Abraham H. de Vries
Abraham Hermanus de Vries (Ladismith, 9 februari 1937) is een Zuid-Afrikaanse schrijver van korte verhalen.

## Biografie
Abraham de Vries werd op 9 februari 1937 op de plaas (farm) Volmoed nabij Ladismith geboren, in de Klein Karoo. Braam, zoals hij werd genoemd, doorliep de Ladismith Hogeschool. Van 1955 tot 1958 studeerde hij aan de Universiteit van Stellenbosch. Vervolgens werkte hij korte tijd bij de Provinciale Bibliotheek in Kaapstad. Hij vervolgde zijn studie in Nederland aan de Gemeentelijke Universiteit van Amsterdam waar hij afstudeerde in Afrikaanse Taal en Letterkunde. Terug in Zuid-Afrika werkte hij van 1963 tot 1965 op de kunstredactie van ‘Die Vaderland’ in Johannesburg. Van 1965 tot 1967 was hij voor verdere studie in Amsterdam in welke periode hij enkele reizen maakt, o.a. naar Griekenland en Israël.
Gedurende zijn wetenschappelijke loopbaan doceerde hij aan de Universiteit van Port Elizabeth, Rhodes Universiteit te Grahamstown, de Universiteit van Natal in Durban en ten slotte op de Peninsula Technikon (1984) in Kaapstad, waar hij tot aan zijn pensioen in 1997 hoofd van de afdeling Talen en Communicatie is.
De Vries is een graag geziene gastdocent aan Nederlandse universiteiten (Amsterdam en Nijmegen).
Hij is getrouwd met Hannie Pienaar. Zij hebben drie kinderen en wonen in Kaapstad.

## De schrijver
Abraham de Vries is een productief schrijver. Hij wordt als een belangrijke vernieuwer beschouwd op het gebied van korte verhalen. Een aantal van zijn verhalen kunnen tot postmoderne literatuur gerekend worden. Maar hij is vooral bekend om zijn beschrijvingen van het gemoedelijke, lokale plattelandsleven in de Klein Karoo.
Tot de laatste categorie behoren Dorp in die Klein Karoo, Briekwa, Die Klein Karoo, Plaaswinkel naby Oral, Op die wye oop Karoo. In Volmoed se gasie heeft hij een aantal streekverhalen uit zijn eerste drie bundels opgenomen.
Nag van die clown en Sienese dagboek lenen zich voor een postmoderne benadering.
Hij schreef ook drie thrillers, onder de naam Thys van der Vyver en publiceerde één poëzie bundel.
In 1986 kwam zijn proefschrift Tendense in die Afrikaanse kortverhaal 1867-1984 uit. Een bundel verhaal analyses verscheen in Kortom, in twee delen.
De Vries heeft ook een aantal bloemlezingen samengesteld uit werk van andere auteurs:
- Kort Keur (1977)
- Die Afrikaanse kortverhaalboek (1978)
- Steekbaard (1989)
- Eeu: Honderd jaar Van Afrikaanse kortverhale (1995); de vijfde herziene uitgave van Die Afrikaanse kortverhaalboek.
- Kort vertel (1998)
- Uit die kontreie vandaan: bundel kontreiverhale (2000)
- Alles Goed en Wel: Lagstories na willekeur (2007)
- Van heidebos en Skepper: 'n keur uit die werk van R.K. Belcher (2008)
- Op die wyse van die taal: huldigingsbundel ter geleentheid van prof. Merwe Scholtz se 65ste verjaarsdag, 8 Julie 1989 (1989) redigeerde hij samen met Rouston Gilfillan.

Een aantal studies is aan de Vries gewijd:
- 1977 Etienne van Heerden, Postmodernisme en prosa: vertelstrategie in vyf verhake van Abraham H. de Vries.
- 1987 André P. Brink, Soms op ´n reis.
- 1988 Merwe Scholtz, Sestigers in woord en beeld: Abraham H. de Vries.

### Korte verhalen
- Hoog teen die heuningkrans ( 1956)
- Verlore Erwe (1957)
- Vetkers en Neonlig (1960)
- Dubbeldoor: Kaapstad-Amsterdam-Kaapstad (1964)
- Vliegoog (1965)
- Dorp in die Klein Karoo (1966)
- Twee maal om die son (1969)
- Volmoed se gasie (I972)
- Briekwa (1973)
- Bliksoldate bloei nie (1975)
- Die Klein Karoo: ´n legkaart (1977)
- Die uur van die idiote (1980)
- Soms op ’n reis (1I987)
- Nag van die clown (1989)
- Plaaswinkel naby Oral (1994)
- Skaduwees tussen skaduwees (1997)
- Op die wye oop Karoo (2002).
- Tot verhaal kom, Afrikaanse kortverhale(2003)
- Verhale uit 'n koel voorhuis (2005)
- Rooikoos Willemse is soek: die plaaswinkelstories uit die Klein Karoo (2006)
- Onder hoë sterre (2007), kerstverhalen.
- Verbeel jou dis somer (2009)
- Die behoue huis: 'n keur uit die kortverhale van Abraham H. de Vries (2011)

### Gedichten
- Proegoed (1959)

### Thrillers (pseudonym Thys van der Vyver)
- Swart Sirkel (1961)
- Mense agter glas (1965)
- Alibi van ’n verdagte (1972)

### Roman
- Kruispad: ’n novelle (1966)

### Reisboeken
- Die Rustelose Sjalom (I965), over Israël.
- Afspraak met eergister (I966), over Griekenland.
- Joernaal uit ’n gragtehuis (I968), over Amsterdam.

### Non-fictie
- Kortom: gids by die Afrikaanse kortverhaalboek (1983)
- Kortom 2: 'n inleiding tot die Afrikaanse kortverhaalboek (1989)
- Kort vertel : aspekte van die Afrikaanse kortverhaal (1998)

### Prijzen/Beloningen
- 1962 Reina Prinsen Geerligsprijs (voor zijn eerste drie bundels)
- 1967 Eugène Maraisprys (voor al zijn prozawerken)
- 1974 Perskorprijs (voor Briekwa)
- 1988 De Kat/Potpourri prijs (voor Die Bruid, een verhaal uit Nag van die clown)
- 2004: RAU-prys vir kreatiewe werk.

Abraham de Vries heeft ook ’n Artes voor de televisiereeks Die Klein Karoo, ontvangen.
- Digitale Bibliotheek voor de Nederlandse Letteren: vrie175
- Gemeinsame Normdatei: 104128084X
- International Standard Name Identifier: 0000 0000 2161 2728
- Library of Congress Control Number: n50036796
- Nederlandse Thesaurus van Auteursnamen: 070732698
- Système universitaire de documentation: 084717858
- Virtual International Authority File: 59126481
- WorldCat: E39PBJgxpCbxcbkJjqt7vjtVG3